# Robyn Miller
Pour les articles homonymes, voir Miller.
Robyn Charles Miller est né le 6 août 1966 à Dallas au Texas. Il est le cofondateur du studio Cyan (renommé depuis Cyan Worlds) avec son frère Rand Miller. Après avoir conçu avec succès trois jeux vidéo pour enfants (The Manhole, Cosmic Osmo et Spelunx), Robyn connaît un succès international inattendu en créant avec Rand un jeu d'aventure pour adultes nommé Myst, vendu à des millions d'exemplaires.
Quelques années plus tard, Robyn Miller travailla, toujours en collaboration avec son frère, à la conception de Riven, la suite directe de Myst. Codirecteur du projet avec Richard Vander Wende, Robyn réalisera notamment, comme pour Myst, l'ensemble des musiques du jeu. Beaucoup plus dense et complexe que son prédécesseur, Riven connaîtra un succès encore plus important que Myst et est encore aujourd'hui une référence dans le domaine du jeu d'aventure.
Après Riven et dix années passées dans l'industrie du jeu vidéo, Robyn Miller quitta Cyan, laissant à son frère la gestion de la société. Il forma par la suite une petite compagnie de production nommée Land of Point.

## Discographie

### Solo
- 1995 : Myst Soundtrack
- 1998 : Riven: The Soundtrack
- 2013 : The Immortal Augustus Gladstone: Soundtrack
- 2016 : Obduction: Original Game Soundtrack
- 2017 : Little Potato (Original Soundtrack)
- 2022 : Lost Tracks, Pt. I - Myst
- 2022 : Lost Tracks, Pt. II
- 2023 : Lost Tracks, Pt. III

### Ambo
- 2005 : 1000 Years and 1 Day